# 臼杵インターチェンジ

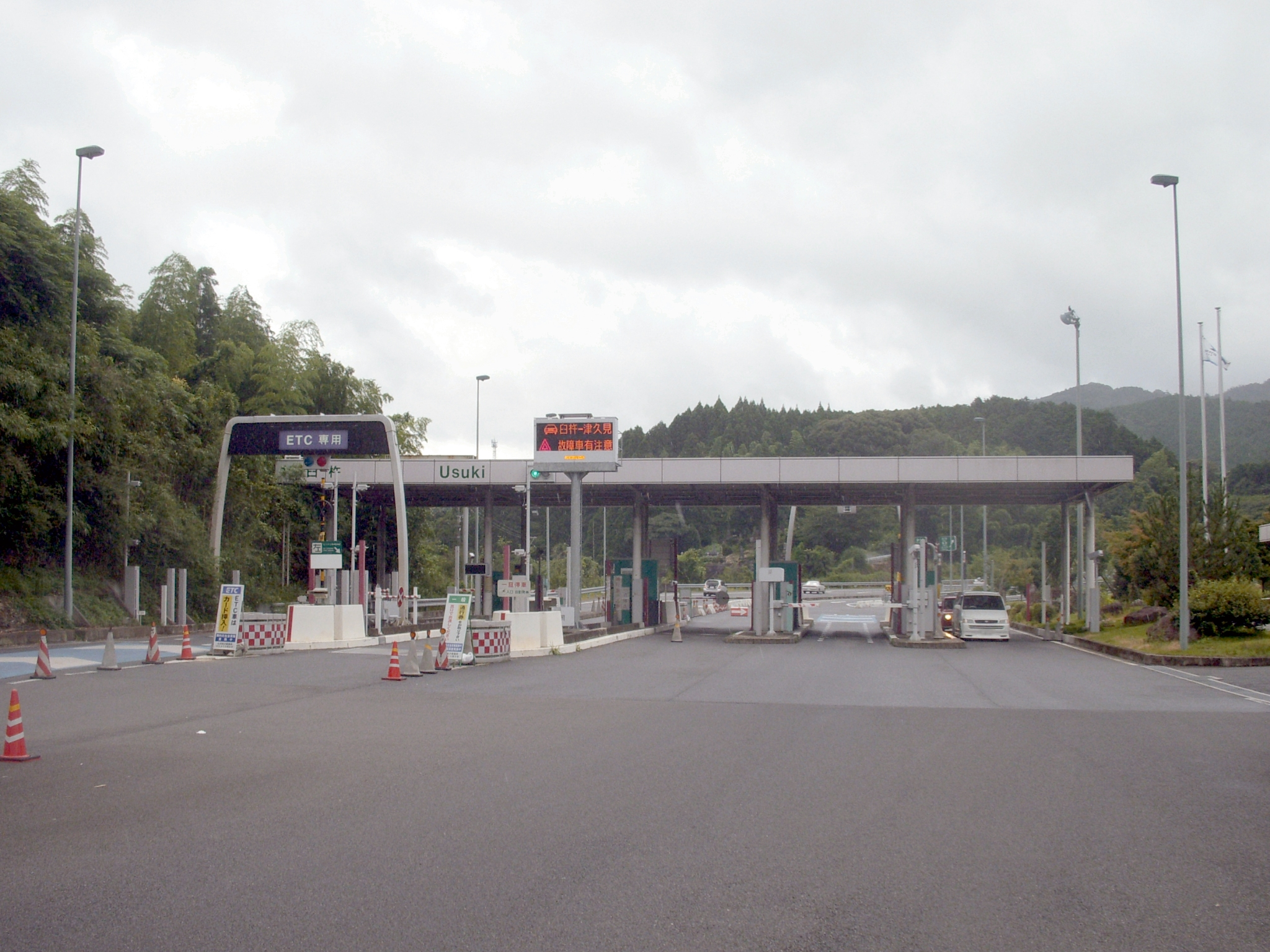
安全通路設置前

臼杵インターチェンジ（うすきインターチェンジ）は、大分県臼杵市大字野田にある東九州自動車道のインターチェンジである。

## 歴史
- 2001年（平成13年）12月27日：大分宮河内IC - 津久見IC間開通に伴い、供用開始[1]。

## 周辺
- 佐臼ライナー臼杵インターチェンジ（マルミヤストア奥）バス停
- 大分バス・臼津交通白馬渓バス停
- 臼杵石仏
- 上臼杵駅（JR九州・日豊本線）

## 接続する道路
- 直接接続
  - 国道502号
- 間接接続
  - 国道217号

## 料金所
- ブース数：5

### 入口
- ブース数：2
  - ETC専用：1
  - 一般：1

### 出口
- ブース数：3
  - ETC専用：1
  - 一般：2

## 隣
E10 東九州自動車道
(15) 大分宮河内IC - (16) 臼杵IC - (17) 津久見IC